# Pas kontuszowy

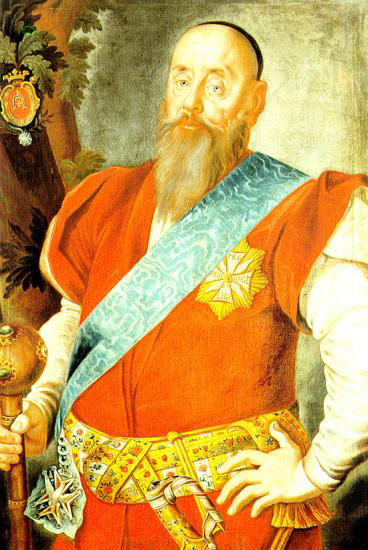
Wacław Rzewuski usando un pas kontuszowy dorado.

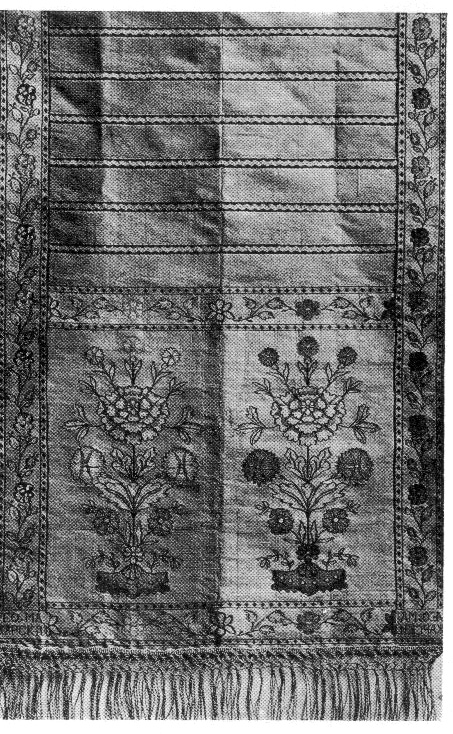
Cinturón de Slutsk.

El pas kontuszowy («faja de kontusz») es una faja de tela utilizada para fijar alrededor de la cintura un kontusz (un tipo de albornoz). Fue uno de los elementos más característicos de las prendas de vestir de la nobleza polaco-lituana (szlachta) desde el siglo XVII hasta el siglo XIX. En los primeros días, a veces se utilizaron tiras de tela o apretado de tejido fino y trenzados de seda, pero el pas kontuszowy no se específica para el período siguiente. Fue utilizado por los hombres.

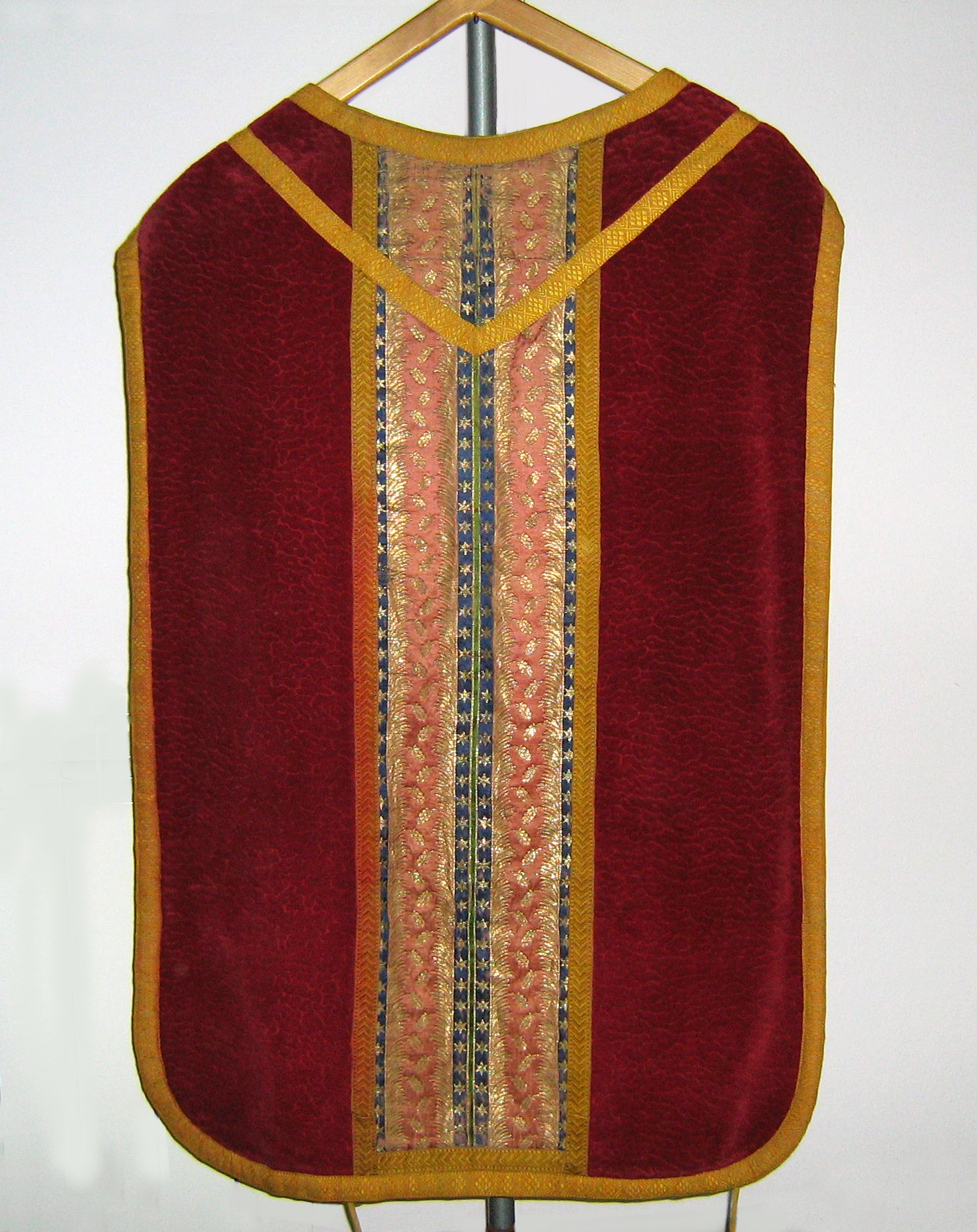
Violín casulla (siglo XVII), con un terciopelo rojo (strzyżonego) el sueño dorado. Preteksta, confeccionadas en tela cinturón, kontuszowego przypominającego, turco, przetykaną, plata. Galón de rypsu manipulados en hilo de oro. Paramento de la iglesia parroquial. St Stanislaus BM en Racławice.

Al igual que el resto de trajes típicos polacos, la faja de su origen oriental kontusz. Incluye una franja de tela alrededor de tres a cuatro metros de largo y medio cubiertos por diversos diseños, con unos cuarenta centímetros de ancho. Los cinturones se hicieron más caros en seda y oro. Dependiendo de la anchura de la banda, puede ser doblada de varias formas con el fin de revelar diferentes diseños para diferentes ocasiones, los cinturones más ornados tenía cuatro partes.
Al principio, estas fajas fueron importadas de Persia y Turquía. En el siglo XVII muchas fajas fabricados se encontraron en todas partes de la Confederación polaco-lituana, como en Kobyłka, Grodno, Cracovia y Gdansk. El mayor y más famoso de los productos manufacturados, sin embargo, se encontraba en Slutsk (actual Bielorrusia). Las fajas producidas allí se convirtieron en las más populares y caras. Debido a la popularidad de las fajas producidas allí, se denominan a veces pas słucki (faja de Slutsk). Las fajas de Slutsk tenían dos modelos de diferentes colores en cada lado. El poeta y cantante polaco, Jacek Kaczmarski, cantó sobre estas fajas en una de sus baladas, Z pasa słuckiego pożytek (De la utilidad de una faja de Slutsk).